# Sydney-Hagelsturm 1999
Der Sydney-Hagelsturm von 1999 war die teuerste Naturkatastrophe in der Versicherungsgeschichte Australiens und verursachte erhebliche Schäden entlang der Ostküste von New South Wales. Der Sturm entwickelte sich südlich von Sydney am Nachmittag des Mittwochs, 14. April 1999, und traf später am Abend die östlichen Vororte der Stadt, einschließlich des zentralen Geschäftsviertels.
Der Sturm ließ auf seinem Weg schätzungsweise 500.000 Tonnen Hagelkörner fallen. Die versicherten Schadensrechnungen, die durch den Sturm verursacht wurden, beliefen sich auf über 1,7 Milliarden Australische Dollar, während die Gesamtschäden (einschließlich nicht versicherter Schäden) auf rund 2,3 Milliarden Dollar geschätzt wurden. Es war die teuerste Naturkatastrophe in der Geschichte Australiens, die versicherte Schäden betraf, und übertraf den versicherten Schaden von 1,1 Milliarden Dollar, der durch das Erdbeben von Newcastle 1989 verursacht wurde. Ein Blitzeinschlag forderte während des Sturms ein Leben, und etwa 50 Menschen wurden verletzt.
Der Sturm wurde nach weiteren Analysen seiner unberechenbaren Natur und extremen Eigenschaften als Superzelle eingestuft. Während des Ereignisses war das Bureau of Meteorology ständig überrascht von den häufigen Richtungswechseln sowie der Schwere des Hagels und der Dauer des Sturms. Das Ereignis war auch deshalb überraschend, weil weder die Jahreszeit, die Tageszeit noch die allgemeinen meteorologischen Bedingungen in der Region als förderlich für die Bildung extremer Gewitterzellen galten.

## Bedingungen und Klimatologie
Die Bedingungen in Sydney am Mittwoch, dem 14. April, waren ruhig, obwohl das Bureau of Meteorology eine leichte Instabilität in den atmosphärischen Bedingungen in der Region verzeichnete. Zwei Instabilitätsereignisse waren im Großraum Sydney festgestellt worden, aber beide wurden von den meteorologischen Behörden als geringfügig angesehen. Eine schwache Kaltfront bewegte sich entlang der Küste nach Norden, und mäßige Niederschläge fielen über den Blue Mountains, im Südwesten der Stadt. Die meteorologischen Berichte und Daten deuteten jedoch darauf hin, dass die allgemeinen atmosphärischen Bedingungen „nicht förderlich“ für die Bildung eines schweren Gewitters in der Region seien.
Historische Aufzeichnungen zeigen, dass die Bildung schwerer Gewitter zu dieser Tages- und Jahreszeit selten war und es unwahrscheinlich war, dass sie ihre Intensität aufrechterhalten und erheblichen Schaden anrichten würden. Dieser langjährige Glaube trug zur Entscheidung des Bureau of Meteorology bei, in der frühen Phase der Entwicklung des Sturms keine Warnungen auszugeben. Das Ereignis von 1999 war erst das zweite Mal in der aufgezeichneten Geschichte, dass Hagel größer als 2 cm im Ballungsraum Sydney im April fiel, und erst der fünfte Hagelsturm, der Sydney im April in den 200 Jahren meteorologischer Aufzeichnungen der Stadt traf.
Hagelstürme haben in Australien eine Geschichte erheblicher Schäden. Seit Beginn der Aufzeichnungen über versicherte Verluste durch die Insurance Disaster Response Organisation im Jahr 1967 waren drei weitere Hagelstürme – Sydney 1986 und 1990 sowie Brisbane 1985 – in der Liste der zehn größten versicherten Schäden durch eine einzelne Naturkatastrophe vertreten, zusätzlich zu dem Sturm von 1999. Hagelstürme haben in diesem Zeitraum mehr als 30 % aller versicherten Schäden durch Naturkatastrophen in Australien verursacht, und etwa drei Viertel aller Hagelschäden traten in New South Wales auf.

## Entwicklung des Sturms

### Entstehung und südliches Sydney

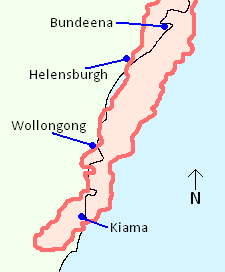
Verlauf des Sturms von der Entstehung bis in die südlichen Regionen Sydneys

Die Sturmzelle bildete sich um 16:25 Uhr UTC+10 nördlich von Nowra, etwa 115 km südsüdwestlich von Sydney. Nachdem sie sich gebildet hatte, zog sie zunächst in nordöstlicher Richtung auf die Küste zu. Gegen 17:15 Uhr passierte die Zelle knapp westlich von Kiama und wurde von der Wetterbehörde als „schwer“ eingestuft. „Schwer“ ist eine Klassifizierung, die von der Wetterbehörde für Gewitter verwendet wird, die bestimmte Kriterien erfüllen, nämlich Hagelkörner mit einem Durchmesser von 2 cm oder mehr, Windböen von mindestens 90 km/h und Überschwemmungen oder Tornados verursachen. Diese Klassifizierung wird auch verwendet, um die Eigenschaften eines Sturms während seiner gesamten Lebensdauer zu beschreiben.
Der Sturm zog weiter in nordöstlicher Richtung und überquerte die Küste nördlich von Kiama um 17:25 Uhr. Er wurde von einem schweren Gewitter herabgestuft und zog etwa 15 Minuten weiter auf das offene Meer hinaus, während er auf etwa 37 km/h beschleunigte. Um 17:40 Uhr drehte der Sturm nach Norden und zog weiter parallel zur Küste. Gegen 18:00 Uhr, direkt östlich von Wollongong, änderte der Sturm erneut seine Richtung, diesmal in nordnordöstliche Richtung, und zog weiter parallel zur Küste. Moderate Hagelkörner wurden in Wollongong registriert, als der westliche Rand des Sturms das Gebiet überquerte, und der Sturm wurde wieder als schwer eingestuft.
Der Sturm zog die nächsten fünfzig Minuten parallel zur Küste in nordnordöstlicher Richtung. Er behielt seine Einstufung als schwer bei, hatte jedoch keine großen Auswirkungen auf die Küstenvororte, da er sich vollständig offshore befand. Der westliche Rand des Sturms überquerte jedoch die Küste erneut, knapp östlich von Helensburgh, 40 km südsüdwestlich von Sydney, gegen 19:00 Uhr. Zehn Minuten später drehte der Sturm leicht nach Norden, und das Zentrum des Sturms überquerte um etwa 19:20 Uhr bei Bundeena erneut das Festland.

### Unmittelbare Region Sydney

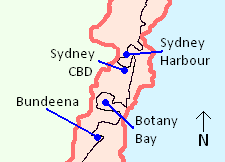
Verlauf des Sturms über das Gebiet der östlichen Vororte von Sydney

Das Bureau of Meteorology hatte keine Warnungen für den Flughafen Sydney, der an der Nordküste der Botany Bay liegt, oder die restlichen östlichen Vororte ausgegeben, um sich auf großen Hagel vorzubereiten. Sie gingen nicht davon aus, dass der Sturm erneut nach Norden drehen würde, sondern erwarteten, dass er weiter in den Tasmanischen Ozean in einer konstant nordnordöstlichen Richtung ziehen würde.
Nach der Küstenüberquerung zog der Sturm weiter nach Norden, überquerte die Botany Bay um 19:40 Uhr und erreichte den Flughafen fünf Minuten später. Zwischen 19:45 Uhr und 20:05 Uhr zog er über die östlichen Vororte zwischen der Botany Bay und dem Sydney Harbour und ließ massive Hagelkörner sowohl auf Häuser als auch auf Geschäfte im Distrikt der östlichen Vororte und im zentralen Geschäftsviertel niedergehen. Einige der größten jemals in der Region Sydney aufgezeichneten Hagelkörner fielen während dieses Sturms in den östlichen Vororten. Es gab Berichte über Hagelkörner mit einem Durchmesser von 13 cm in den östlichen Vororten, obwohl der größte bestätigte Hagelstein einen Durchmesser von 9 cm hatte. Es war das erste Mal seit 52 Jahren, dass Hagelkörner mit einem Durchmesser von mehr als 8 cm in Sydney gefallen sind, wobei das letzte gemeldete Ereignis der Hagelsturm von 1947 war.
Der Sturm zog weiter über den Sydney Harbour und änderte seine Richtung leicht nach Norden. Er schwächte sich nach der Überquerung des Hafens ab und wurde um 20:15 Uhr von einem schweren Sturm herabgestuft. Das Bureau of Meteorology ging davon aus, dass sich der Sturm nach der Überquerung des Hafens abschwächen würde, glaubte, dass er sich auflösen würde und daher keinen nennenswerten Hagel mehr erzeugen würde, während er weiter nach Norden zog. Daher wurden keine Warnungen für die nördlichen Vororte ausgegeben.

### Nördliche Vororte und Auflösung

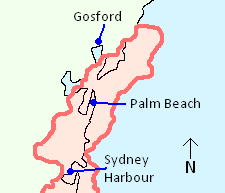
Verlauf des Sturms nach der Überquerung des Sydney Harbour bis zur Auflösung

Der Sturm zog dann zwanzig Minuten lang weiter nach Norden über die Vororte der North Shore von Sydney, bevor er wieder an Stärke gewann, erneut nach Nord-Nordwest drehte und wieder Merkmale eines schweren Gewitters zeigte. Die erneute Entwicklung des Sturms überraschte das Bureau of Meteorology erneut, das erwartet hatte, dass der Sturm sich auflösen und ohne weitere Schäden auf das Meer hinausziehen würde.
Der Sturm ließ erneut große Mengen Hagel über den Vororten der nördlichen Strände wie Mona Vale und Palm Beach um 20:50 Uhr niedergehen, und das Zentrum des Sturms überquerte erneut die Küste und zog kurz nach 21:00 Uhr zurück auf das Meer. Der Sturm behielt jedoch seine Intensität bei und zog weiter in nordwestlicher Richtung über Broken Bay. Der westliche Rand des Sturms hatte einen geringfügigen Einfluss auf die südlichen Vororte der Central Coast zwischen 21:15 und 21:30 Uhr.
Der Sturm zog vollständig über die Küste hinaus auf das offene Wasser und löste sich gegen 21:45 Uhr schnell auf. Er wurde um 21:55 Uhr östlich von Gosford von einem schweren Sturm herabgestuft und die Sturmzelle war um 22:00 Uhr vollständig verschwunden.

## Nachwirkungen

### Zweite Sturmzelle
Eine zweite, deutlich kleinere Sturmzelle zog später am Abend des 14. April eine ähnliche Route wie die erste. Diese Zelle wurde jedoch nie vom Bureau of Meteorology als „schwer“ eingestuft und entwickelte sich auch nicht zu einer Superzelle wie ihr Vorgänger. Daher war die Route der zweiten Zelle direkter und vorhersehbarer als die der ersten, da sie der allgemeinen Bewegung der Kaltfront folgte (siehe Bedingungen und Klimatologie). Das Bureau of Meteorology gab für alle Bewohner in der prognostizierten Bahn der zweiten Zelle Warnungen heraus, sich auf weitere Sturmaktivitäten einzustellen.
Die zweite Zelle passierte Sydney zwei Stunden später als die erste, kurz nach 22:00 Uhr, nachdem sie etwa 80 km südlich von Sydney war, als die Superzelle einschlug. Sie brachte Hagel mit einem Durchmesser von bis zu 2 cm und starken Regenfällen. Der Schaden, der durch die zweite Zelle verursacht wurde, resultierte hauptsächlich aus Regen, der durch die bereits vom Hagel der ersten Zelle beschädigten Dächer eindrang. Auch der Hagel der zweiten Zelle trug zu den Schäden bei.

### Verursachte Schäden
Der geschätzte Niederschlag von 500.000 Tonnen Hagel über den Vororten von Sydney führte zu weitreichenden Schäden in den Küstenvororten, die auf dem Weg des Sturms lagen. Die versicherten Verluste durch die Katastrophe beliefen sich auf rund 1,7 Milliarden, während die Gesamtkosten auf etwa 2,3 Milliarden Australische Dollar geschätzt wurden. Der Sturm war die kostspieligste Naturkatastrophe, die Australien jemals in Bezug auf versicherte Verluste getroffen hat, und übertraf das Erdbeben von Newcastle 1989 um etwa 600 Millionen Australische Dollar. Die Gebiete, die am meisten Schaden erlitten, lagen zwischen Lilli Pilli und Darling Point, die etwa 25 km auseinander an der Küste Sydneys liegen.
Die meisten Schäden wurden durch Hagel und Regen verursacht. Rund 24.000 Häuser wurden erheblich beschädigt, viele davon erlitten Wasserschäden durch Löcher in den Dächern, die von den großen Hagelkörnern verursacht wurden. Schätzungen zufolge erreichten die Hagelkörner während des Sturms Geschwindigkeiten von bis zu 200 km/h, was etwa 70.000 Fahrzeugen Schäden zufügte. Dreiundzwanzig Flugzeuge und Hubschrauber am Sydney Airport erlitten durch den Hagel erhebliche Schäden, da es nicht möglich war, sie rechtzeitig in Hangars zu bringen, um den Sturm zu vermeiden. Dies wurde in großem Maße auf die fehlenden Warnungen des Bureau of Meteorology zurückgeführt, das erwartet hatte, dass der Sturm weiter auf das Tasmanische Meer in nordnordöstlicher Richtung ziehen würde, in die er sich zuvor bewegt hatte.
Die größten Versicherungskosten entfielen auf Schäden an Wohnimmobilien mit 31,8 % der Gesamtauszahlungen, auf Fahrzeugschäden mit 28,6 % und auf Immobilien im gewerblichen und industriellen Sektor mit 27,5 %. Schäden an Luftfahrzeugen, hauptsächlich Flugzeugen am verwundbaren Sydney Airport, machten 5,9 % der Schadensmeldungen aus, während 5,8 % der Versicherungszahlungen für „Betriebsunterbrechungen“ und 0,4 % für Schäden an Booten und andere sonstige Ansprüche gezahlt wurden.
Der Sturm forderte ein Todesopfer; ein 45-jähriger Mann, der etwa 100 m von der Nordküste der Dolans Bay im Port Hacking-Ästuar entfernt angelte, wurde getötet, als sein Boot vom Blitz getroffen wurde. Fünfzig Verletzungen wurden verzeichnet, verursacht durch umherfliegende Gegenstände, Straßenunfälle aufgrund schlechter Sichtverhältnisse, zerschlagene Windschutzscheiben und andere Faktoren.

### Notfallmaßnahmen

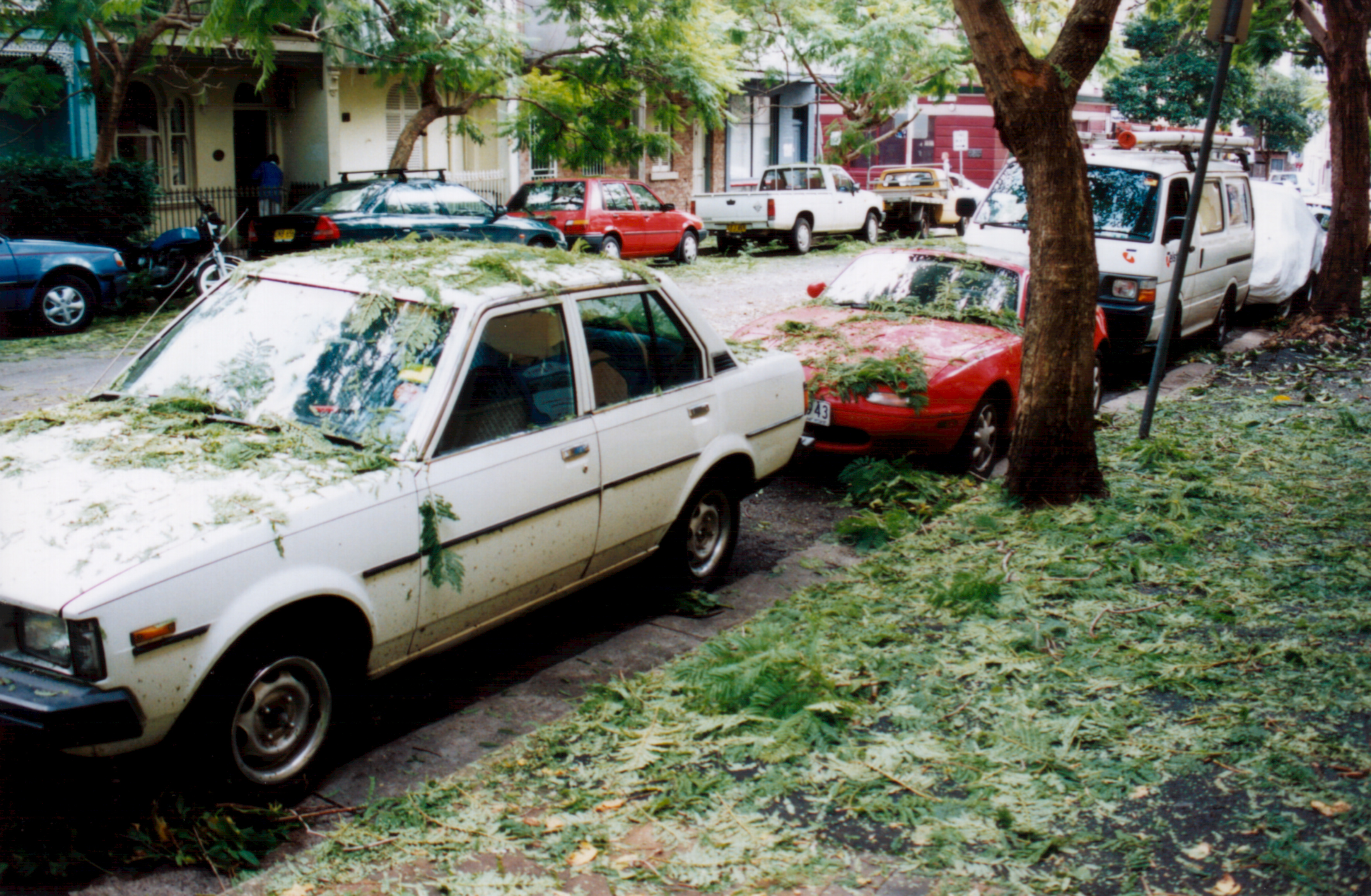
Nach dem Sturm, Darlinghurst, im Stadtzentrum von Sydney

Angesichts des Ausmaßes des Sturms wurden die State Emergency Services von der New South Wales Rural Fire Service, der New South Wales Fire Brigades und den Australian Capital Territory Emergency Services bei den Bergungsarbeiten unterstützt. Innerhalb weniger Stunden nach dem Sturm wurden alle betroffenen Gebiete zu „Katastrophengebieten“ erklärt, und die Regierung von New South Wales unter der Führung des Premierministers Bob Carr rief den Notstand aus, was dem State Emergency Service die Kontrolle und Koordination der Maßnahmen übergab. In den Tagen nach dem Sturm genehmigte Verteidigungsminister John Moore einen Antrag auf die Entsendung von 300 Australian-Defence-Force-Soldaten zur Unterstützung der Bergungsarbeiten, wobei ihre Hilfe jedoch nur eine Woche dauerte, während die Ressourcen stark beansprucht waren. Eine Woche später entzog die Regierung „unerwartet“ dem State Emergency Service die vollständige Kontrolle und übertrug bestimmte Vororte und Gebiete auf die Rural Fire Service und die Fire Brigade.
In den fünf Stunden nach dem Einschlag des Sturms gingen beim State Emergency Service 2000 Notrufe zu 1092 verschiedenen Vorfällen ein. Insgesamt erhielt der State Emergency Service 25.301 Hilferufe zu 15.007 Vorfällen, während der New South Wales Rural Fire Service 19.437 Anrufe entgegennahm. Für die Bergungs- und Aufräumarbeiten wurden schätzungsweise 10 Millionen Australische Dollar für Planen verwendet, während auf dauerhafte Reparaturen gewartet wurde.
Nach neun Tagen warteten noch etwa 3000 Gebäude (von insgesamt 127.947, die anfänglich beschädigt wurden) auf Hilfe und vorübergehende Reparaturen an zerstörten Dächern und Fenstern. Eine ähnliche Anzahl benötigte eine Woche später noch Hilfe, da einige Planen sich gelöst hatten oder anderweitig unwirksam wurden. Einen Monat nach der Katastrophe lag der Schwerpunkt der Rettungsdienste darauf, sicherzustellen, dass provisorische Reparaturen bestehen blieben, da Sydney unmittelbar nach dem Sturm weiteres schlechtes Wetter erlebte.
Eine Untersuchung der betroffenen Gebiete ergab, dass etwa 62 % der Gebäude in den betroffenen Gebieten Dachschäden, rund 34 % Fensterschäden und 53 % Fahrzeugschäden aufwiesen. Der Bau von Infrastrukturen für die Olympischen Spiele 2000 im Westen der Stadt führte dazu, dass es an Handwerkern mangelte, die für die Reparatur von Dächern und Fenstern beauftragt werden konnten. Schätzungen zufolge befanden sich zum Zeitpunkt des Sturms zwischen 45.000 und 50.000 Handwerker in Sydney. Aufgrund der hohen Nachfrage „boten Unternehmen den Hausbesitzern 14.000 Australische Dollar oder mehr für Dachreparaturen, die normalerweise 3000 Dollar kosten würden“. Die Situation führte am Tag nach dem Sturm zu einer Warnung des damaligen Verbraucherschutzministers, John Arthur Watkins, die Hausbesitzer dazu aufforderte, sicherzustellen, dass die Handwerker, die an der Reparatur der Häuser arbeiteten, vollständig qualifiziert und seriös waren.